# Estrechez de corazón
«Estrechez de corazón» es el segundo sencillo del álbum Corazones del grupo chileno Los Prisioneros. Fue estrenado por las radios chilenas en agosto de 1990 obteniendo un enorme éxito. Desde entonces se ha convertido en uno de los grandes himnos del grupo tanto en Chile como en el extranjero. 
También se cuenta que esta canción va dedicada al ex-prisionero Claudio Narea.

## Canción
La canción aborda el tema de la inmadurez dentro de una relación amorosa. Al parecer, la chica del tema no se entrega por completo, aunque el video da muchas explicaciones sobre el significado de esta canción.
En una entrevista, Miguel Tapia dice que este tema es un pastiche de cantantes como Camilo Sesto.

## Versiones
- La versión del sencillo es una edición que dura 5:17 minutos. Esta versión solamente aparece en el vinilo de 7 pulgadas y en el álbum Antología, su historia y sus éxitos.
- Existe también una versión remix muy poco conocida que dura 8:17 minutos, pensada en un vinilo maxisencillo 12" de distribución promocional limitada, el cual contiene como lado la letra "A" en la versión del álbum. Actualmente es una pieza de culto para coleccionistas, DJ's y fanáticos, ya que es muy difícil de conseguir.

## Vídeo
Tuvo su estreno en el programa musical Sábado Taquilla de TVN el 10 de noviembre de 1990. En el videoclip, dirigido por Cristián Galaz, aparecen Los Prisioneros con su alineación provisional tras la sorpresiva salida del guitarrista Claudio Narea: Jorge González, Miguel Tapia y Cecilia Aguayo.
Es una trama sobre amor y desamor entre un hombre y una mujer, protagonizada por los actores Manuel Peña y Lorena Ríos. Esta última sería más tarde ejecutiva de TVN y esposa de Juan Harting (fundador de Roos Film). Según el compositor Cuti Aste, el golpe que recibe Ríos por parte de Peña es real.

## Versiones
- Adrián y los Dados Negros, Aguante, 1992
- Mamma Soul, Tributo a Los Prisioneros, 2000
- Leo García, Cuarto creciente, 2005
- Todosjuntosjazz, con Jázmin Gómez, 2010
- Carlos Cabezas con Francisca Valenzuela y Villa Cariño, Corona Clash, 2011
- A finales de 2011, la serie juvenil Decibel 110 de Mega utilizó la canción como tema principal, cantada por el elenco completo. Esta versión se incluye en el disco de la banda sonora lanzado a principios de 2012.
- Beto Cuevas, Concierto tributo a Jorge González Nada es para siempre de 2015 , publicado en 2018.[3]
- Luis Fonsi, Viña 2018.
- Weichafe, en el ep Nacemos libres de 2018.[4]
- Saiko, programa Raras tocatas nuevas, Radio Rock&Pop, 2018.[5]
- Leo Rey, 2023.[6]
- Glup!, Dancing Queen Karaoke Club, 2023

## Posicionamiento en listas
| Lista (1991)      | Mejor posición |
| ----------------- | -------------- |
| Ecuador (UPI)     | 1              |
| El Salvador (UPI) | 1              |
| Perú (UPI)        | 4              |